# Elizabeth Strong-Cuevas
Elizabeth de Cuevas, également connue sous le surnom de Strong-Cuevas, née le 22 janvier 1929 à Saint-Germain-en-Laye (France) et morte le 19 mars 2023 à Manhattan (États-Unis), est une sculptrice américaine d'origine française. Elle est connue pour son travail de sculpture monumentale.

## Jeunesse et éducation
De Cuevas est née de Margaret Rockefeller Strong (en) (une petite-fille de John D. Rockefeller) et de Jorge Cuevas Bartholin, le fondateur du Grand Ballet du marquis de Cuevas à Monte-Carlo. Elle grandit à Saint-Germain-en-Laye, en France, à Florence, en Italie et à New York.
Après avoir étudiée deux ans au Vassar College, elle épouse un homme d'affaires français, Hubert Faure, et vient étudier à la Sorbonne-Université. De retour aux États-Unis, elle entre au Sarah Lawrence College avant d'intégrer l'université Columbia pour étudier l'intégration pendant un an.
En 1963, elle entre à la Art Students League de New York où l'instructeur John Hovannes, qui l'encourage à sculpter. C'est sous son impulsion qu'elle créé sa première sculpture : le visage d'une femme indienne appuyé contre le tronc d'un arbre. Elle reste travailler dans son studio jusqu'à la mort de Hovannes en 1973.

## Carrière
Elle travaille sous le surnom de Strong-Cuevas (sans utiliser son prénom). Au début de sa carrière, elle se fait connaître pour ses sculptures figuratives de grosses têtes, dont beaucoup sont de profil. Plus tard, ses œuvres très abstraites, cubistes et totémiques consistent en des visages humains rendus sous plusieurs angles.
Ses premiers travaux concernent la sculpture sur pierre et sur bois. Dans les années 1970, elle s'associe à Marcel (Toto) Meylan qui l'aide à développer son œuvre à l'échelle monumentale et à fondre des œuvres en acier inoxydable et en bronze. Certains d'entre eux sont produits à la fonderie Tallix (plus tard Polich Tallix). Son sujet de prédilection est le visage humain.
À partir de la fin des années 1970, de Cuevas expose largement son travail dans des galeries et des musées et dans des lieux d'art public tels que Grounds for Sculpture, où plusieurs de ses œuvres font partie de leur collection permanente.
Ses influences incluent la physique et les concepts spirituels. Elle écrit à propos de son travail : « J'essaie de montrer l'unité d'esprit sous-jacente. Dans mes espaces négatifs, je montre l'esprit au-delà de la matière, l'idée avant la forme matérielle ».

## Collections
Le travail de De Cuevas est conservé dans les collections permanentes de Grounds for Sculpture, Guild Hall, du Bruce Museum, du Heckscher Museum of Art, du Long Island Museum à Stony Brook, entre autres lieux.

## Vie privée
De Cuevas épouse Joel Carmichael, un écrivain, en 1960. Le couple a une fille, Déborah.
Elle meurt dans son appartement de Manhattan le 19 mars 2023 à l'âge de 94 ans.

## Héritage
Deux monographies sur son travail sont publiées par Abrams, et un documentaire est produit sur sa vie et son travail en 2002, ainsi qu'une suite du film créée en 2021,.